# The Boss (achtbaan)
The Boss is een houten achtbaan in Six Flags St. Louis, gehuisvest in Eureka, Missouri. The Boss werd geopend in de lente van 2000. De achtbaan heeft vier zeer grote afdalingen en enkele scherpe bochten. The Boss is erg ruig daarom wordt de achtbaan ook afgeraden bij mensen met rug- of hartproblemen. In 2018 werd de laatste helix van de achtbaan verwijderd, wat zorgde voor een lengtekrimp van 108,5 meter.
Huidig: American Thunder · Batman: The Ride · Boomerang · Mr. Freeze · Ninja · River King Mine Train · Pandemonium · Rookie Racer · Screamin' Eagle · The Boss
Verdwenen:
Rockin' Roller · Big Bend · Jet Scream